# Новопоселённое Ишеево
Новопоселённое Ише́ево (тат. Татар Пүчинкәсе) — село в Апастовском районе Республики Татарстан, в составе Староюмралинского сельского поселения.

## География
Деревня находится на реке Улема, в 12 км к юго-востоку от районного центра, посёлка городского типа Апастово.

## История
Деревня основана в конце XVIII – начале XIX века.
До 1860-х годов жители относились к категории государственных крестьян. Основные занятия жителей в этот период – земледелие и скотоводство.
В начале XX века в деревне функционировала мечеть. В этот период земельный надел сельской общины составлял 307,9 десятины.
С 1935 года деревня входила в сельхозартель «Кызыл яр».
До 1920 года деревня входила в Никифоровскую волость Тетюшского уезда Казанской губернии. С 1920 года в составе Тетюшского, с 1927 года – Буинского кантонов ТАССР. С 10 августа 1930 года в Апастовском, с 1 февраля 1963 года в Тетюшском, с 4 марта 1964 года в Апастовском районах.

## Население
| 1859 | 1897 | 1908 | 1920 | 1926 | 1938 | 1949 | 1958 | 1970 | 1979 | 1989 | 2002 | 2010 | 2015 |
| ---- | ---- | ---- | ---- | ---- | ---- | ---- | ---- | ---- | ---- | ---- | ---- | ---- | ---- |
| 148  | 305  | 438  | 448  | 490  | 433  | 372  | 304  | 281  | 216  | 138  | 94   | 80   | 72   |

Национальный состав села: татары.

## Экономика
Жители работают преимущественно в сельскохозяйственном предприятии «Свияга», занимаются полеводством, овцеводством.

## Объекты культуры и медицины
В селе действуют сельский клуб, фельдшерско-акушерский пункт.